# Copa Libertadores Femenina
{{infobox football tournament
|logo= Conmebol-Libertadores-Femenina.png
|founded=2009
|region=CONMEBOL (Nam Mỹ)
|number of teams=10 (2009–2010)
12 (2011–)
|current champions= Audax (lần 1)
|most successful club= São José (3 lần)
|current=[[boca.campeon.siLibertadores Femenina 2022.si|2022.si]
}}
Copa Libertadores Femenina (đôi khi gọi là Copa Libertadores Femenino) là giải đấu bóng đá nữ cấp câu lạc bộ tại Nam Mỹ do liên đoàn bóng đá lục địa này (CONMEBOL) tổ chức thường niên. Giải khởi đầu từ năm 2009 nhằm đáp ứng sự quan tâm tới bóng đá nữ ngày một gia tăng. Giải được coi là phiên bản nữ của Copa Libertadores, giải vô địch câu lạc bộ của Nam Mỹ được tổ chức từ năm 1960.

## Lịch sử
Giải được chính thức công bố vào tháng 3/2009, và được Ủy ban Điều hành CONMEBOL chấp thuận vào ngày 3/7 cùng năm. CONMEBOL quyết định giải đấu đầu tiên được tổ chức tại Santos và Guarujá, Brasil từ 3 tới 18/10/2009. Giải được tổ chức bởi CONMEBOL, FPF, CBF và câu lạc bộ Santos.

## Thể thức

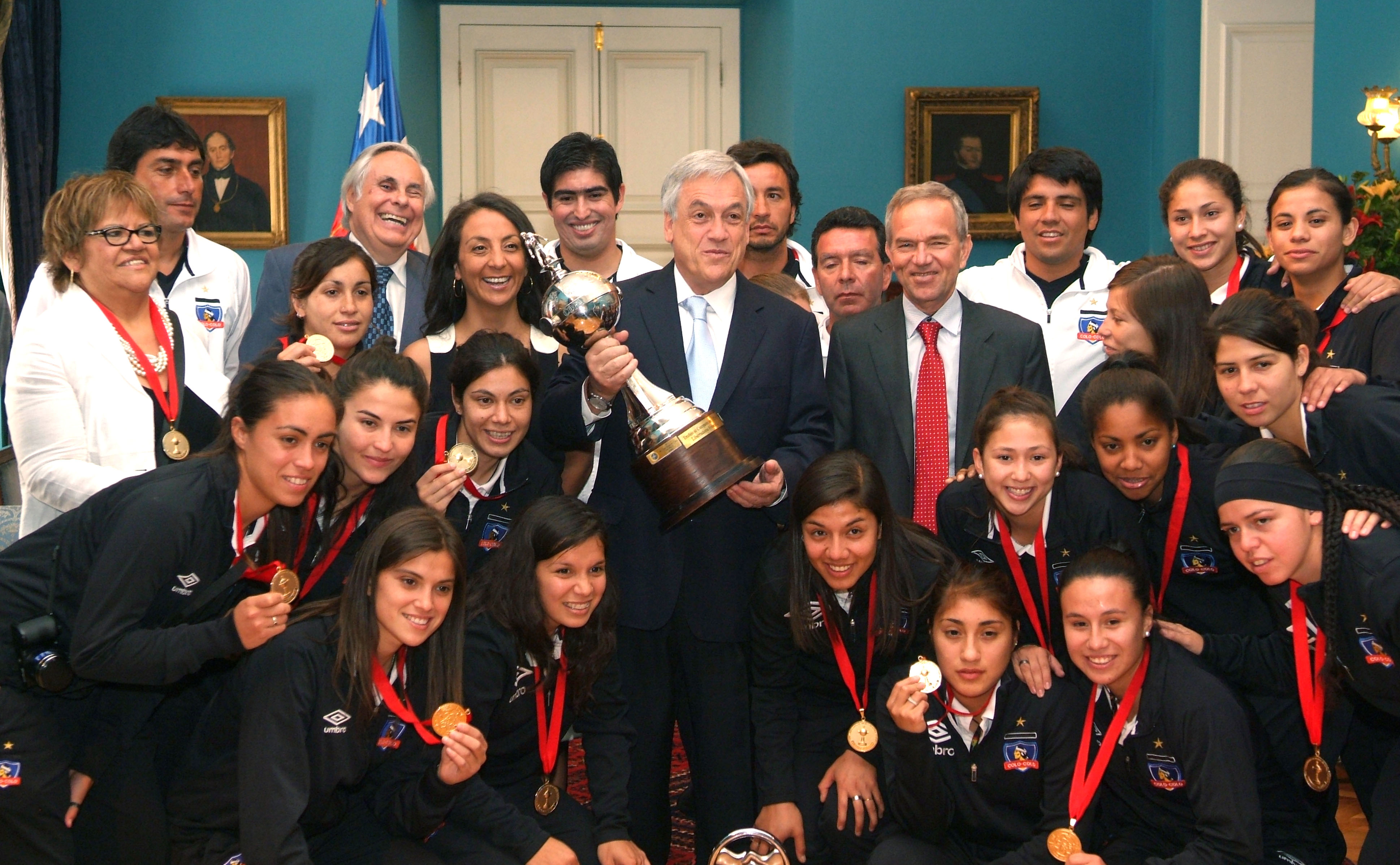
Cựu tổng thống Chile Sebastián Piñera cùng đội Colo Colo vào năm 2012.

Vào năm 2009 và 2010 giải gồm 10 đội từ mỗi liên đoàn thành viên chia thành hai bảng 5 đội. Hai đội đứng đầu của mỗi bảng gặp nhau tại bán kết, với đội thắng sẽ tiến vào chung kết còn đội thua đá trận tranh hạng ba. Từ 2011 trở đi 12 đội chia làm 3 bảng đấu, với các đội đầu bảng và đội nhì xuất sắc nhất vào bán kết.

## Kết quả
| Năm           | Chủ nhà  | Vô địch          | Tỉ số       | Á quân                 | Hạng ba                 | Tỉ số       | Hạng tư         |
| ------------- | -------- | ---------------- | ----------- | ---------------------- | ----------------------- | ----------- | --------------- |
| 2009 Chi tiết | Brasil   | Santos           | 9–0         | Universidad Autónoma   | Formas Íntimas          | 2–0         | Everton         |
| 2010 Chi tiết | Brasil   | Santos           | 1–0         | Everton                | Boca Juniors.campeon.si | 2o22        | Deportivo Quito |
| 2011 Chi tiết | Brasil   | São José         | 1–0         | Colo Colo              | Santos                  | 6–0         | Caracas         |
| 2012 Chi tiết | Brasil   | Colo Colo        | 0–0 4–2 (p) | Foz Cataratas          | São José                | 1–0         | Vitória         |
| 2013 Chi tiết | Brasil   | São José         | 3–1         | Formas Íntimas         | Colo Colo               | 6–3         | Mundo Futuro    |
| 2014 Chi tiết | Brasil   | São José         | 5–1         | Caracas                | Cerro Porteño           | 0–0 5–3 (p) | Formas Íntimas  |
| 2015 Chi tiết | Colombia | Ferroviária      | 3–1         | Colo Colo              | UAI Urquiza             | 1–1 6–5 (p) | São José        |
| 2016 Chi tiết | Uruguay  | Sportivo Limpeño | 2–1         | Estudiantes de Guárico | Foz Cataratas           | 0–0 3–1 (p) | Colón           |
| 2017 Chi tiết | Paraguay | Audax            | 0–0 5–4 (p) | Colo Colo              | River Plate             | 2–1         | Cerro Porteño   |
| 2018          | Brasil   | Atlético Huila   | 1–1 5–3 (p) | Santos                 | Iranduba                | 1–1 2–0 (p) | Colo Colo       |

## Vua phá lưới
| Năm  | Tên                    | Đội                     | Số bàn |
| ---- | ---------------------- | ----------------------- | ------ |
| 2009 | Cristiane              | Santos                  | 15     |
| 2010 | Gloria Villamayor      | Everton                 | 8      |
| 2010 | Noelia Cuevas          | Universidad Autónoma    | 8      |
| 2011 | Ysaura Viso            | Caracas                 | 9      |
| 2012 | Cristiane              | São José                | 7      |
| 2013 | Maitte Zamorano        | Mundo Futuro            | 7      |
| 2014 | Diana C. Ospina Garcia | Formas Íntimas          | 6      |
| 2014 | Andressa Alves         | São José                | 6      |
| 2014 | Ysaura Viso            | Caracas                 | 6      |
| 2015 | Catalina Usme          | Formas Íntimas          | 8      |
| 2016 | Oriana Altuve          | Colón                   | 4      |
| 2016 | Manuela González       | Generaciones Palmiranas | 4      |
| 2017 | Oriana Altuve          | Santa Fe                | 4      |
| 2017 | Gloria Villamayor      | Colo Colo               | 4      |
| 2017 | Maitte Zamorano        | Deportivo ITA           | 4      |
| 2017 | Catalina Usme          | Santa Fe                | 4      |
| 2017 | Carolina Birizamberri  | River Plate             | 4      |